# Lucas Mendes
Lucas Michel Mendes (ur. 3 lipca 1990 w Kurytyba) – brazylijsko-katarski piłkarz, występujący na pozycji obrońcy. Od 2020 jest zawodnikiem katarskiego Al-Wakrah SC. W 2023 zdecydował się reprezentować Katar na arenie międzynarodowej. Został powołany na Puchar Azji 2023.

## Kariera klubowa
Lucas karierę rozpoczynał w trzecioligowym Coritiba FBC.
29 sierpnia 2012 podpisał trzyletni kontrakt z Olympique Marsylia.
| Sezon     | Klub               | Kraj     | Rozgrywki | Mecze | Gole | Rozgrywki Europy   | Mecze | Bramki |
| --------- | ------------------ | -------- | --------- | ----- | ---- | ------------------ | ----- | ------ |
| 2008      | Coritiba FBC       | Brazylia | Série A   | 1     | 0    | -                  | -     | -      |
| 2009      | Coritiba FBC       | Brazylia | Série A   | 0     | 0    | -                  | -     | -      |
| 2010      | Coritiba FBC       | Brazylia | Série B   | 29    | 0    | -                  | -     | -      |
| 2011      | Coritiba FBC       | Brazylia | Série A   | 24    | 0    | -                  | -     | -      |
| 2012      | Coritiba FBC       | Brazylia | Série A   | 13    | 2    | -                  | -     | -      |
| 2012/2013 | Olympique Marsylia | Francja  | Ligue 1   | 25    | 0    | Liga Europy UEFA   | 5     | 1      |
| 2013/14   | Olympique Marsylia | Francja  | Ligue 1   | 0     | 0    | Liga Mistrzów UEFA | 0     | 0      |

Stan na: 13 czerwca 2013 r.